# Prieuré de Raslay
Le prieuré de Raslay est un prieuré  situé sur le territoire de la commune de Raslay dans le département de la Vienne. 
Il fait partie des premières implantations fontevristes situées près de l'abbaye Notre-Dame de Fontevraud. L'ordre de Fontevraud se développant, ces premières implantations se transformèrent souvent en exploitation agricole. On ne trouve donc à Raslay ni bâtiments propres à la vie monastique — mis à part la chapelle reconvertie en lieu de culte pour les habitants — ni a fortiori de prieuré ni même de prieur.

## Historique

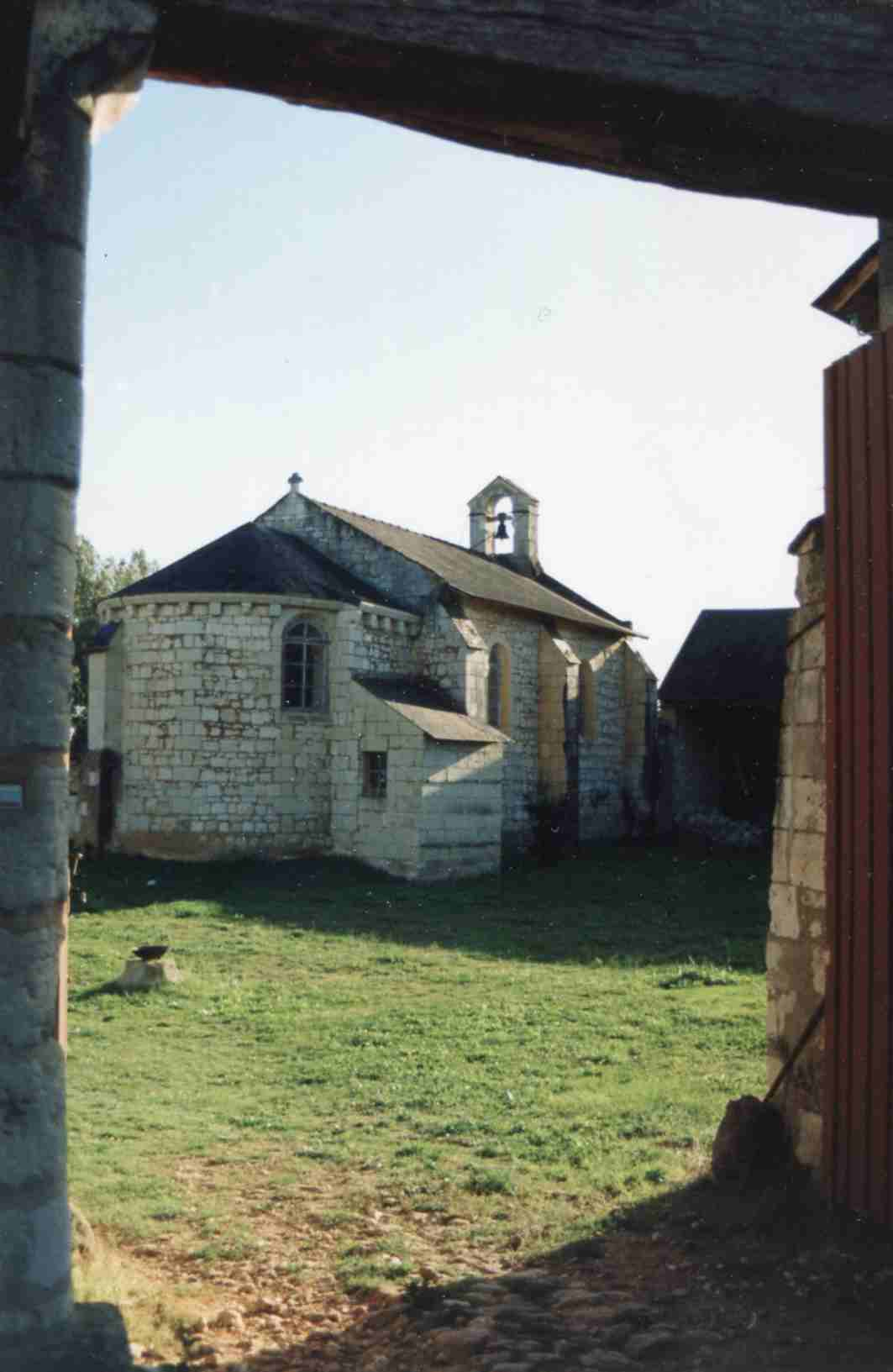
Vue de l’église de Raslay depuis la cour de ferme

Une chapelle est construite vers 1100, par Guillaume de Samoussay, issu d'une famille voisine de Montsoreau. Elle est consacrée par Pierre II , évêque de Poitiers avant 1115 et dédiée initialement à Avertin de Tours, en 2021 à Notre-Dame.
AU XIIe siècle, l'église romane est dotée d'un clocher-mur et d'un portail orné à deux voussures qui reposent sur de simples pieds-droits, l’une ornée de palmettes, l’autre de fleurs à quatre pétales nervurés.
Le prieuré de Raslay est l'un des douze prieurés fontevristes qu'a connus la Vienne. À noter pourtant la voix discordante de la revue Mabillon qui déclare « ne comptons pas comme prieuré fontevriste en Poitou la chapelle et fief de Raslay (cne de Morton, cant. de Trois-Moutiers, arr. de Châtellerault) ce domaine donné à l'Abbaye Notre-Dame de Fontevraud du temps de Robert ... ne semble pas avoir été peuplé de moniale ». Pour autant, la même source prend soin de préciser que « La chapelle dédiée à saint Avertin et le fief appartenaient encore à Fontevrault aux XVIIe et XVIIIe siècles ».
À la fin du XVIe siècle, l’église de Raslay est blanchie et lambrissée. La paroisse de Raslay est alors une succursale ou annexe de l'ordre de Fontevraud.

## Moniales, moines, confesseurs et visiteurs
Le compte rendu de la visite d'inspection du domaine de Raslay que firent le 1er mai 1778 les autorités fontevristes aux fins de vérifier si les conditions d'exercice du culte catholique présentaient bien le caractère de dignité qu'ils devaient avoir est particulièrement intéressant non seulement à raison de son caractère d'exhaustivité « visite : du Très Saint Sacrement, des autels, des fonts baptismaux, des Saintes Huiles, des vases sacrés, de la sacristie, des ornements et linges servant au Saint Mystère » - en l'occurrence une custode servant à porter le Saint Sacrement aux malades dut être redorée) mais encore parce qu'il donne le nom des personnes chargées de l'inspection et tout particulièrement du "frère Nicolas Duclos, prieur de Fontevrault, visiteur apostolique du même ordre (fontevriste) dans la province de Gascogne". Il est intéressant de noter qu'à la Toussaint 1789 « Messire Pierre-Nicolas Duclos, religieux, prêtre, ancien prieur de Saint-Jean de l’Habite (sic) et visiteur du dit ordre (de Fontevrault) en la province de Bretagne » était chargé d'inspecter les implantations fontevristes de Bretagne et non plus de Gascogne. Les moniales décident de construire un moulin « fromentier » et la chambre joignant le dit-moulin à côté de l’ancien moulin du Marais situé entre la seigneurie de Raslay et la paroisse de Morton en 1650. Dans les mêmes années, Lardier, archiviste de l'ordre de Fontevraud classe le domaine de Raslay en domaine agricole. Ce moulin comprenait une chambre avec deux fenêtres sans vitre à deux volets, un placard mural et un four ; un grenier au-dessus de la chambre avec deux fenêtres à volets ; les dépendances (cellier, écurie, poulailler, toit à cochon, grange). En 1785, le pont du Moulin de Raslay sur le chemin de l’église de Raslay au moulin est réparé.

## Domaine et bâtiments d’exploitation
Le pape Pie II autorise la 25e abbesse de l'ordre de Fontevraud, Marie de Bretagne(1424-1477), à « supprimer et d’esteindre quelques prieurés qui seroient hors d’espérence de se pouvoir remettre et tout ensemble permis d’appliquer le revenu à la Crosse de l’Abbesse et à la Mense du Grand Monastère ». Ces deux expressions qui doivent être bien comprises ont en pratique un sens comparable : les revenus que ces terres généraient étaient affectés tant au financement des dépenses de l'abbesse de l'abbaye royale (allégorie de la crosse). qu'à celles de l'abbaye royale. C’est à partir de cette période que le prieuré de Raslay, géographiquement proche de l’Abbaye a été réuni à la mense abbatiale.

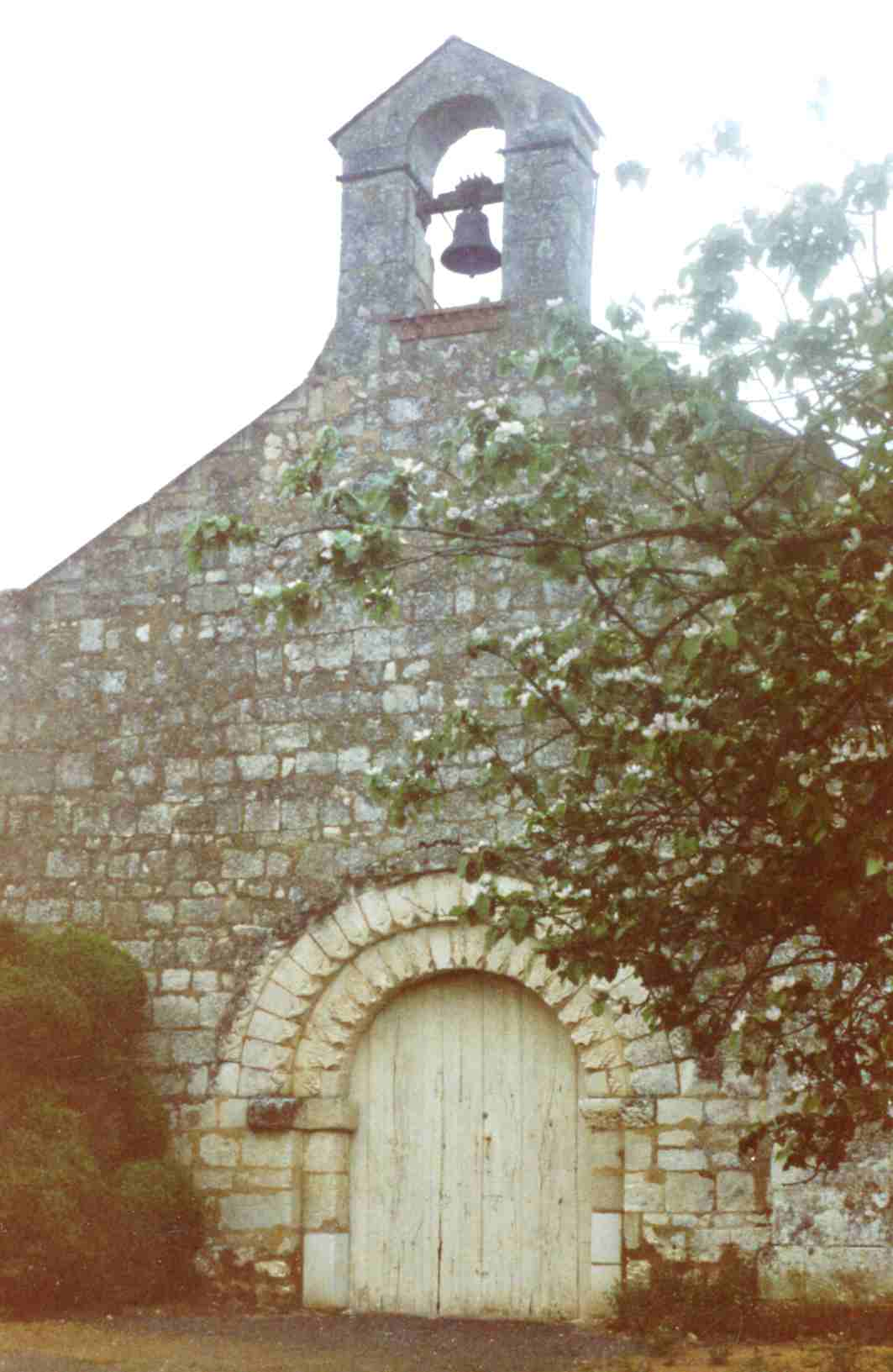
Portail d'entrée de l'église de Raslay donnant sur les champs.

### Disparition de l'ancienne implantation fontevriste
Cette disparition allait contraindre les habitants de Raslay à aller demander graduellement les secours de la religion catholique à des religieux de l'abbaye royale puis à des prêtres des communes voisines. Les seigneuries de Raslay et de Basse-Brosse sont vendues aux enchères au titre de Bien national le 5 janvier 1791 et ce en application d'un processus d'aliénation, décidé par la loi du 9 juillet 1790, pour résoudre la crise financière qui a causé la Révolution.

### Vestiges
La chapelle, devenue paroissiale, ferme l'un des côtés de la cour en bordure de laquelle subsistent encore des anciens bâtiments ayant appartenu au domaine conventuel.